# Elh Dawèye
Elh Dawèye (auch: Dawé, El Dawaye, El Dawèye) ist ein Dorf in der Landgemeinde Tarka in Niger.

## Geographie
Das von einem traditionellen Ortsvorsteher (chef traditionnel) geleitete Dorf liegt im Tarka-Tal. Es befindet sich rund 34 Kilometer westlich des Hauptorts Belbédji der Landgemeinde Tarka und des Departements Belbédji, das zur Region Zinder gehört. Zu den Siedlungen in der näheren Umgebung von Elh Dawèye zählen Soly und Gandou Goriba im Nordwesten, Oubandawaki im Nordosten, Maïréré und Injao im Südosten sowie Tagriss im Südwesten.
Elh Dawèye ist Teil der Übergangszone zwischen Sahara und Sahel. Die durchschnittliche jährliche Niederschlagsmenge beträgt hier zwischen 200 und 300 mm. Der in einer Niederung gelegene Wald von Elh Dawèye erstreckt sich über eine Fläche von 625 Hektar und steht unter Naturschutz.

## Geschichte
Bei einem nach der Ernährungskrise von 2005 von der dänischen Sektion von CARE International von 2006 bis 2009 durchgeführten Projekt zur Vorbeugung und Bewältigung von Ernährungskrisen wurde in Elh Dawèye wie in 50 weiteren Orten in Niger ein gemeinschaftliches Frühwarn- und Notfallsystem aufgebaut.

## Bevölkerung
Bei der Volkszählung 2012 hatte Elh Dawèye 795 Einwohner, die in 98 Haushalten lebten. Bei der Volkszählung 2001 betrug die Einwohnerzahl 643 in 93 Haushalten.

## Wirtschaft und Infrastruktur
Im Dorf wird ein Wochenmarkt abgehalten. Eine Getreidebank wurde in den 1980er Jahren etabliert. Es gibt eine Schule. Das nigrische Unterrichtsministerium richtete 1996 gemeinsam mit dem Welternährungsprogramm der Vereinten Nationen zahlreiche Schulkantinen in von Ernährungsunsicherheit betroffenen Zonen ein, darunter eine für Nomadenkinder in Elh Dawèye. Die 366,6 Kilometer lange Nationalstraße 32 zwischen Keita und Sabon Kafi verläuft durch das Dorf. Es handelt sich in diesem Abschnitt um eine moderne Erdstraße.